# Mùa thu trên Bạch Mã Sơn
Mùa thu trên Bạch Mã Sơn là một vở cải lương hương xa nổi tiếng của soạn giả Yên Lang. Mùa thu trên Bạch Mã Sơn cùng với nhiều vở khác của Yên Lang như Đêm lạnh chùa hoang, Máu nhuộm sân chùa,… được đánh giá là đã từng "vang bóng một thời".

## Nội dung
Bách kiếm Vương Hồ Vũ, gã đại hiệp nghèo cô độc, tình cờ tao ngộ nàng tiểu thư Phùng Cẩm Loan của Phùng gia trang uy danh chốn võ lâm. Họ yêu nhau, song cha Cẩm Loan đã gả nàng cho sư huynh Trác Phùng Quân của Trác gia danh trấn giang hồ. Ngày cưới của Phùng Cẩm Loan, kiệu hoa bị thánh cô Chu Mộng Thúy của Thần Long giáo chặn đánh vì nàng yêu Trác Phùng Quân.
Chu Mãn Thiên - cha Mộng Thúy, một đại ma đầu mấy mươi năm trước từng là sư đệ của Phùng trang chủ, là phản đồ giết sư phụ cướp bí kíp võ học và thánh vật Huyết Long Kỳ của sư môn - cũng tập kích vào lúc này để đòi Phùng trang chủ trao Huyết Long Kỳ thật.
Vương Hồ Vũ vì bảo vệ cho kiệu hoa của người yêu về đến Bạch Mã Sơn - nơi cất giấu Huyết Long Kỳ thật - theo lời phó thác của cha Phùng Cẩm Loan đã tử thương. Kiệu hoa của Phùng Cẩm Loan về tới được Bạch Mã Sơn nhưng nàng bị hại mù mắt, không biết rằng Vương Hồ Vũ đã chết khi yên tâm về hạnh phúc của nàng.

## Biểu diễn
Mùa thu trên Bạch Mã Sơn được công diễn lần đầu tiên trên sân khấu Kim Chung 5 vào thập niên 1970, do "Minh Phụng - Lệ Thủy" thủ vai đào kép chánh. Sau đó hãng Dĩa Hát Việt Nam đã mua lại kịch bản này và đã mời "Minh Cảnh - Mỹ Châu" thu âm vào băng đĩa.
Đây được xem là một trong những tác phẩm kinh điển mang lại doanh thu cao cho đoàn Kim Chung và nhất là hãng Dĩa Hát Việt Nam đang trên đà phát triển mạnh, là bước đệm đưa những tên tuổi nghệ sĩ vang danh mãi đến hiện nay. 
Sau năm 1975, vở được tái diễn lại rất nhiều lần bởi các thế hệ nghệ sĩ trẻ sau này, nhưng có lẽ thành công nhất vẫn là bản thu âm do "Minh Cảnh - Mỹ Châu" trình bày.

## Đánh giá
Theo một bài báo của tờ Người Việt, đây là một "tuồng về kiếm hiệp rất có giá trị". Theo đánh giá của một bài báo thuộc tờ Người lao động, vở cải lương này "đề cao sự chung thủy trong tình yêu".